# Monica Verschoor

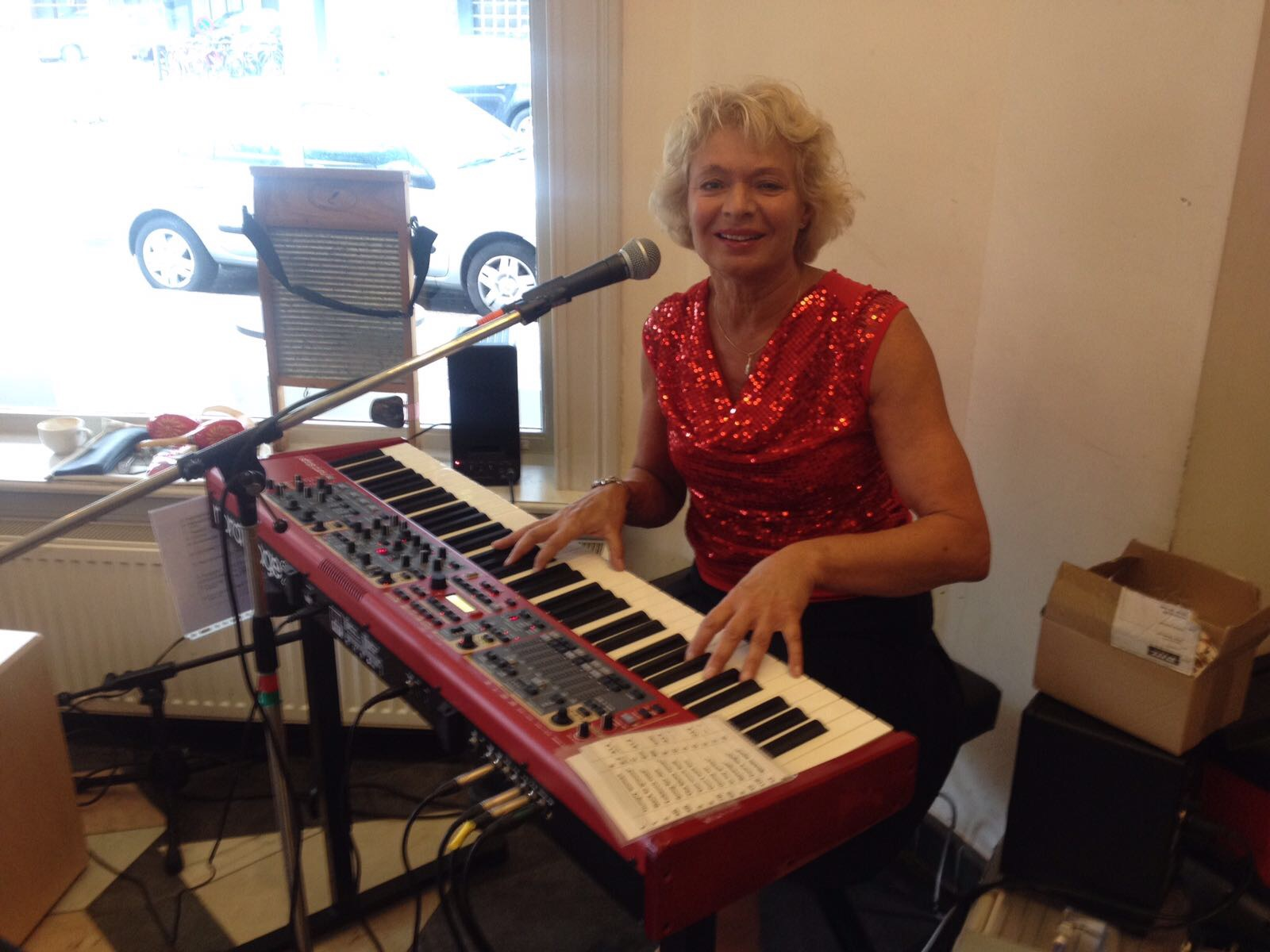

Monica Adella Verschoor (Den Haag, 18 oktober 1950) is een popzangeres en pianiste, die begin jaren 70 van de twintigste eeuw enkele top 40-hits had en sindsdien naast haar werk als docente Nederlands actief bleef in de muziek.

## Biografie
Monica Verschoor is geboren in Den Haag. Haar moeder is afkomstig uit het toenmalige Nederlands-Indië. In Nederland trouwde de moeder van Monica met Jan Verschoor, leraar Frans.
Tien jaar lang kreeg Monica pianoles van mevrouw Tilly Talboom-Smits, oprichtster van het Hofstads Jeugdorkest. Later speelde Monica als contrabassiste enkele jaren in dit orkest, op advies van mevrouw Talboom.
Na het behalen van haar gymnasiumdiploma en tijdens haar studie Nederlands in Leiden maakte Monica enkele singles, waarvan enkele in 1971 en 1972 in de Top 40 belandden.
Tijdens haar onderwijsloopbaan bleef ze actief in de muziek, onder andere in theater-restaurant Goldmund en Toussaint in Den Haag en als leidster van een schoolcabaretgroep waarmee zij ook op andere scholen optrad.
Momenteel is zij onder andere actief als pianiste en soms zangeres van de band BBQueenies, waarvoor zij ook zelf nummers schrijft.

## Discografie

### Singles
- 1971: Empty words / Crying for love (eigen composities, hitparade Top 40, hoogste plek op 11-12-1971: 24, met The Voices of Freedom)
- 1972: Paula / Springtime (tipparade)
- 1972: All I ever need is you / Sing along sing along (hitparade Top 40, hoogste plek 22-1-1972: 15, met Oscar Benton)
- 1972: Was ich brauche das bist du / Danke schön bitte schön
- 1972: Everybody is telling me / Were you there? (hitparade Top 40,  hoogste plek 21-10-1972: 17, met Oscar Benton)
- 1973: What I wanna do / Stay another night (met Oscar Benton)
- 1973: Mamma don’t you worry / Never trust a woman (met The Voices of Freedom)
- 1974: My children - my wife/ My first band (met Oscar Benton)
- 1981: All I ever need is you / Everybody is telling me (met Oscar Benton)

### Albums/ verzamel-lp’s
- 1972: Toppicks (op kant 1 Empty words en op kant 2 All I ever need is you)
- 1972: Met volle kracht-de eerste hits van Veronica 538  (op kant 1 Everybody is telling me)
- 1972: 20 Original hits, 20 original artists (op kant 1 Everybody is telling me)
- 1972: Summer hits, original hitversions vol. 1 (op kant 2 Paula)

### Cd's
- 1997: De jaren ’70, deel 3 1972 (met All I ever need is you)
- 1988: Exclusive Love Duets (met All I ever need is you)
- 1994: The real hits, 14 original hitrecordings (met Everybody is telling me)
- 2005: Nederpop volume 2 (met Empty words)
- 2008: 50 jaar Nederpop, rare & obscure, samengesteld door Leon Blokhuis (op cd 2 Empty words)